# Tatzates
Tatzates, o Tatzatios (in greco Τατζάτης o Τατζάτιος?, (... – 785), è stato un generale bizantino, di discendenza armena, che nel 782, mal tollerando il governo della basilissa Irene d'Atene, disertò in favore degli Abbasidi e venne nominato governatore di Armenia.

## Biografia
Tatzates apparteneva alla nobile famiglia armena degli Andzevatsi. Intorno agli anni 750 arrivò nell'Impero bizantino entrando al servizio dell'imperatore Costantino V (r. 741–775). Sotto Costantino V combatté contro i bulgari, raggiungendo il grado di strategos (generale e governatore di un thema) intorno al 760. Non è noto quale thema comandasse, ma nel 776 guidò il Boukellarion. Nello stesso anno, guidò l'esercito in una vittoriosa campagna contro gli Arabi, raggiungendo Samosata. Nel 778 prese parte alla fortunata campagna contro Kahramanmaraş sotto il comando di Michele Lacanodracone, e nel 781 combatté, nuovamente sotto Lacanodracone, nella vittoriosa campagna contro Cesarea nel corso di una invasione araba guidata da 'Abd al-Kabir.
Nel 782 il figlio del califfo abbaside, Hārūn al-Rashīd (califfo dal 786 al 809), lanciò una campagna contro l'Impero bizantino e invase l'Asia Minore. L'imperatrice Irene d'Atene, che regnava su Bisanzio, inviò le su truppe, al comando dell'eunuco logoteta Stauracio, per tagliare la ritirata a Harun e circondare il suo esercito; gli abbasidi si erano infatti spinti fino a Chrysopolis, sul Bosforo, da cui si poteva osservare la capitale bizantina Costantinopoli. Tuttavia la manovra bizantina fallì. Tatzates scelse questo momento per passare dalla parte di Harun con molti dei suoi uomini. La diserzione venne tenuta segreta per un po', consentendo a Harun di catturare gli inviati bizantini, compreso Stauracio, che erano andati per negoziare una tregua. Il comandante abbaside fu quindi in grado di dettare termini duri all'imperatrice-reggente Irene.
Le ragioni della diserzione non sono del tutto chiare. Teofane Confessore cita l'odio di Tatzates per il favorito di Irene, Stauracio, mentre lo storico armeno Ghevond Yerets, più plausibilmente, suggerisce che avesse perso il favore a corte e temesse la sostituzione imminente come parte della politica di Irene per rimuovere dal potere tutti i generali iconoclasti del precedente imperatore Costantino V. Teofane dice ancora che nella sua diserzione Tatzates lasciò la moglie e tutti i suoi beni e che solo successivamente venne raggiunto, dopo la firma della pace. Fonti armene, tuttavia, riferiscono che li portò con sé quando disertò. Harun nominò Tatzates governatore dell'Armenia (principati transcaucasici) ma egli venne poi ucciso in una campagna contro i cazari nel 785.